# Coptochiroides subcostatus
Coptochiroides subcostatus är en skalbaggsart som beskrevs av Hermann Julius Kolbe 1886. Coptochiroides subcostatus ingår i släktet Coptochiroides och familjen Aphodiidae. Utöver nominatformen finns också underarten C. s. perroti.